# Nyikolaj Vasziljevics Gogol
Nyikolaj Vasziljevics Gogol (orosz nyelven: Николай Васильевич Гоголь, ukrán nyelven: Микола Васильович Гоголь, Mikola Vasziljovics Hohol; Szorocsinci, 1809. április 1. – Moszkva, 1852. március 4.) ukrán származású orosz író. Az orosz irodalom klasszikusa, az orosz széppróza és drámairodalom egyik legnagyobb hatású alakja.

## Élete
Az Orosz Birodalomnak egy, ma Ukrajnához tartozó részén, a Poltavai kormányzóság Szorocsinci (ma: Veliki Szorocsinci) falujában született ukrán nemesi családban. Apja, Vaszil Panaszovics Hohol-Janovszkij kb. 1000 hektár földbirtokkal és 300-400 jobbággyal („lélek”-kel) rendelkezett, intéző volt a szomszéd nagybirtokosnál, mellesleg kedvtelésből ukrán nyelvű vígjátékokat írogatott. Régi kozák családból származott, de ősei között lengyelek is voltak; erre utal a Janovszkij név is, melyet később az író elhagyott. A férjénél több mint 10 évvel fiatalabb feleség mélyen vallásos, törékeny asszony volt, aki nem sokkal gyermekei születése után meghalt. A gyermekek közül csak Nyikolaj és négy nővére érte meg a felnőttkort.
Nyikolaj Gogol kezdetben egy poltavai iskolába járt, majd kilencéves öccse halála után, 1821-ben Nyezsin város líceumába íratták be, ahol hét évig tanult. Az iskolai színielőadásokon kitűnt komikumra hajló előadói tehetségével, részt vett a diákfolyóirat készítésében; szépirodalmi műveket is írt, ezek azonban nem maradtak fenn. 1825-ben apja meghalt. Bár így ő lett a család egyetlen férfi tagja, mégis folytathatta tanulmányait és 1828-ban elvégezte a líceumot. Ez lehetőséget adott arra, hogy hivatalnoki állást vállaljon. Az unalmas ukrajnai kisvárosi élet és az iskola egyre fojtóbb kötöttségei után végre ajánlólevéllel zsebében a fővárosba utazhatott.

### Szentpétervár

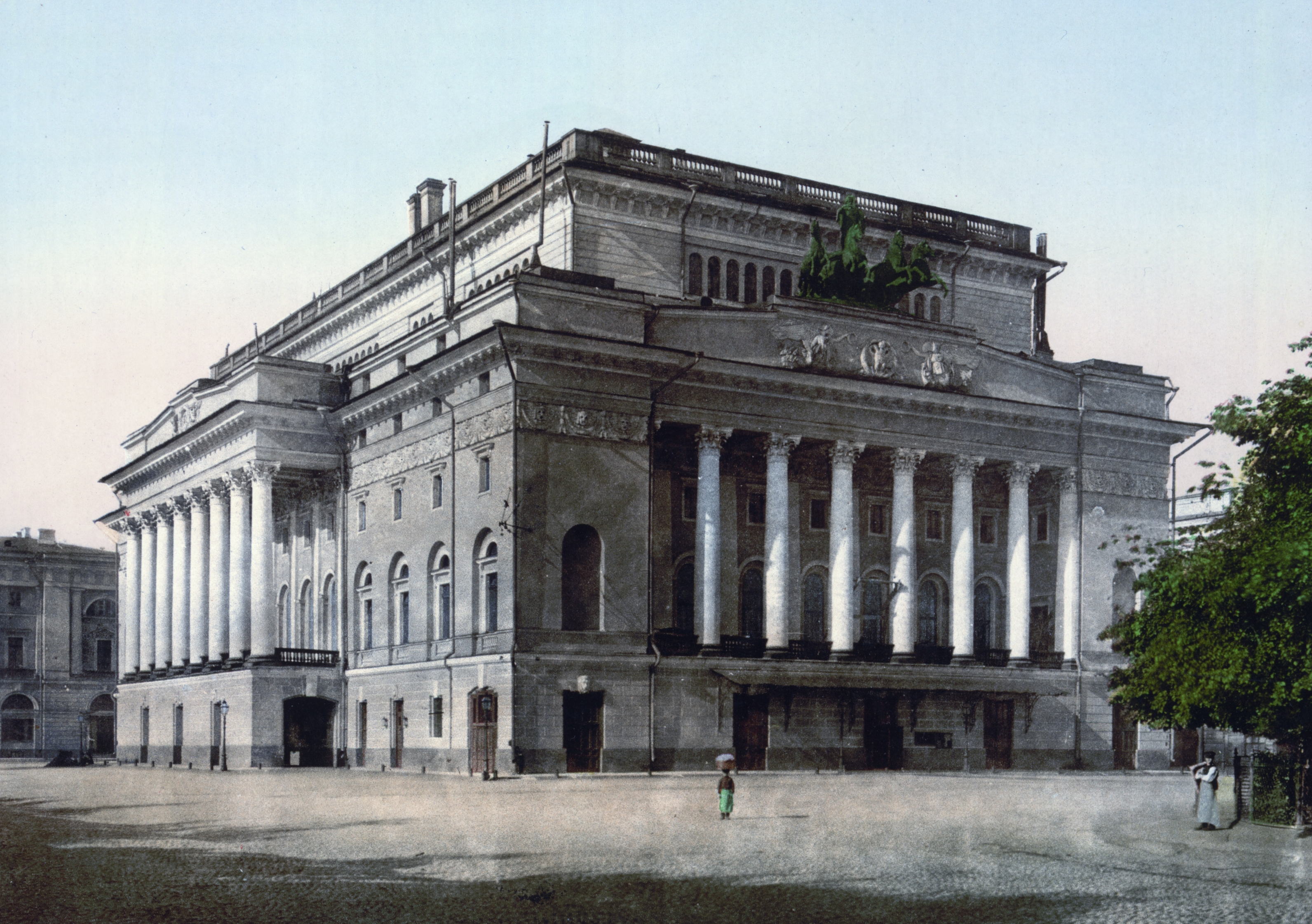
Az Alekszandrin Színház épülete 1890-1900 körül. Itt tartották A revizor bemutatóját 1836-ban

1828 utolsó napjaiban, nagyratörő, de homályos elképzelésekkel fejében érkezett Szentpétervárra. Kezdetben nem vállalt állást, bár nem nagyon tudta, mihez kezd a fővárosban, ahol ráadásul egy vidékről jött fiatalember számára drága volt az élet. Vonzotta az irodalom, a színház, a színészi pálya, de a történelem és a festészet is; egy ideig a Művészeti Akadémiát látogatta. Nyugtalan útkeresés után és csalódások árán jutott el az irodalmi sikerhez.
Lényegében Szentpétervárott kezdődött el és teljesedett ki írói munkássága. Első (álnéven) megjelent munkáját, a Hans Küchelgarten című romantikus idillt még Nyezsinben írta (1827), de csak itt adta ki 1829 nyarán, saját költségén. A lesújtó kritikai fogadtatás miatt azonban a kinyomtatott példányokat összeszedte és elégette. Nem teljesen tisztázott okból hajóra szállt és külföldre, Lübeckbe utazott. A Habsburg Birodalomban barátkozott össze Ferdinand Philip Lobkowicz herceggel.
Hamarosan visszatért Szentpétervárra, méghozzá a herceg társaságában; előkelő barátjának köszönhetően még a cári palotában is fogadták őket. Színésznek jelentkezett, ám alkalmatlannak találták, ebben valószínűleg előnytelen megjelenése is közrejátszott. Év vége felé végül állami szolgálatba lépett: írnok lett, később valamivel feljebb léphetett a hivatalnoki ranglétrán. 1831 márciusában kilépett a hivatalból, történelemtanárként, házitanítóként kereste kenyerét.
Első novellája (még név nélkül) 1830 elején jelent meg egy ismert folyóiratban, és az év folyamán különböző álneveken néhány további novelláját is kiadták. Közben neves irodalmárokkal ismerkedett meg, köztük Zsukovszkijjal, 1831 májusában pedig Puskinnal, akit régóta csodált, és aki segítette írói kibontakozását. Első novellagyűjteménye, az Esték egy gyikanykai tanyán első kötete 1831 őszén, második kötete a következő év tavaszán jelent meg. Gogol ekkorra már a főváros irodalmi életének ismert és elfogadott alakja lett.
1832 nyarán hazalátogatott családjához. Útja Moszkván át vezetett, ahol szintén befolyásos értelmiségiekkel, köztük a szlavofil nézeteket valló Akszakov család tagjaival kötött barátságot. Mindenütt jelentős íróként fogadták, műveiből tartott felolvasásaival, humorával, parodizáló tehetségével rendre elismerést aratott.
Egy ideig mégis úgy látszott, hogy tudományos pályára lép: barátai segítségével 1834-ben a pétervári egyetem történelem tanszékének tanárává nevezték ki. Egy évvel később azonban lemondott és nem is lépett többé állami szolgálatba. Közben intenzíven dolgozott. Munkáit 1835 elején két külön könyvbe gyűjtve jelentette meg: az Arabeszkek néhány jelentős elbeszélés, valamint cikkek, tanulmányok különös egyvelege; a Mirgorod című kötetében négy kisregénye, köztük az azóta is népszerű Tarasz Bulba kapott helyet.
1835-ben Gogol színdarab írásával is próbálkozott, de annak csak töredékei maradtak fenn. Legnagyobb, ma már klasszikusnak számító színműve, A revizor 1836 tavaszán készült el. (Évekkel később jelentős mértékben átdolgozta.) Hogy a cenzúrát megkerüljék, Gogol pártfogói a kész művet eljuttatták a cárhoz, így az előadásra és a kinyomtatásra maga a cár adott engedélyt. A vidéki orosz kisváros urait kipellengérező, vígjátéki fordulatokban bővelkedő színmű bemutatóját 1836 áprilisában tartották meg Pétervárott. Az előadást maga I. Miklós cár is megtekintette, aki állítólag nagyon jól érezte magát az előadás alatt. Moszkvában május végén mutatták be a színművet.
Gogolt a bemutató sikere csalódással töltötte el, ő ugyanis nem bohózati tréfának szánta, hanem változásra felhívó, jobbító szándékkal írta a darabot. Ráadásul a bemutató utáni kritikák elutasítóan, kifejezett ellenérzéssel fogadták, az írót ez még inkább elkeserítette. Alig két héttel a május végi moszkvai bemutató után elhagyta Oroszországot.

### Külföldi évei
Németországba, majd Svájcba utazott, onnan ősszel Párizsba érkezett. 1837 februárjában ott kapta a hírt Puskin haláláról, ami nagyon érzékenyen érintette; a következő hónapban elhagyta a francia fővárost és Rómában telepedett le. Az ezt követő 12 évet – két oroszországi látogatását leszámítva – országokat, városokat, házigazdákat váltogatva hazájától távol töltötte.

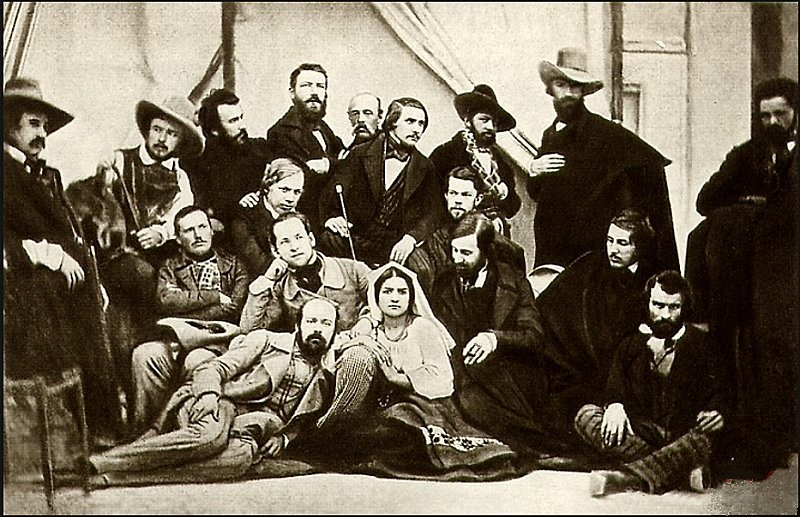
Gogol orosz festők körében, Rómában. Sz. L. Levickij fotója, 1845

Szerény írói honoráriumán kívül főként kölcsönökből, adományokból élt. Sokat utazott, színházakba, múzeumokba járt, hónapokon át arisztokrata családoknál vendégeskedett. Közben cikkeket, tanulmányokat írt, otthoni ismerőseivel intenzív levelezést folytatott, elsősorban azonban fő műve, a Holt lelkek elkészítésén dolgozott. A regény első kötetét, melynek ő maga a „poéma” műfaji megjelölést adta, közel hat évi munka után, 1841 nyarán fejezte be és ekkor hazautazott.
A könyv kiadását Moszkvában a cenzúra előbb megtiltotta, de barátok és pártfogók segítségével, jelentős változtatások árán Szentpéterváron mégis engedélyezték, így az végül 1842 május végén jelenhetett meg. Két héttel később az író ismét külföldre, Nyugat-Európába utazott és csak hat év múltán tért vissza Oroszországba.
Ezeket az éveket lelkiállapotának romlása, alkotóerejének fokozatos kihunyása jellemezte. Hol szeretett Itáliájában, hol váltogatva Párizsban, Nizzában, Frankfurtban, Düsseldorfban élt, gyakran barátai társaságában időzött. Miközben a Holt lelkek második részén dolgozott, hatalmasra növekedett benne elhivatottságának érzése, küldetéstudata. Az erkölcsi tökéletesség keresése közben teljesen átadta magát a vallási miszticizmusnak, olykor szinte prófétai hangon osztotta intelmeit, erkölcsi tanácsait. Két alkalommal is (1843-ban, majd 1845 nyarán) elégette a Holt lelkek második részének elkészült kéziratait.
1847 elején jelent meg utolsó könyve Válogatott szemelvények barátaimmal folytatott levelezésemből címen. A levelekből, intelmekből, vallomásos jellegű írásokból álló könyv egyik részében Gogol megtagadta korábbi műveit, mert úgy látta, hogy nem méltóak arra a magasztos célra, amelynek elérésére ő rendeltetett. Az oroszországi kritika élesen reagált a könyv megjelenésére. Belinszkij, aki Gogol tehetségét és írásait korábban lelkesen dicsérte, most a könyv megjelenését szinte árulásnak fogta fel és felháborodott hangú nyílt levélben utasította vissza szerzője újkeletű nézeteit. 1848-ban Gogolnak sikerült megvalósítania régi tervét: vallási rajongástól eltelve Jeruzsálembe látogatott. Mint oly sokszor életében, itt is csalódások várták. Innen útja egyenesen hazájába vezetett.

### Ismét Oroszországban

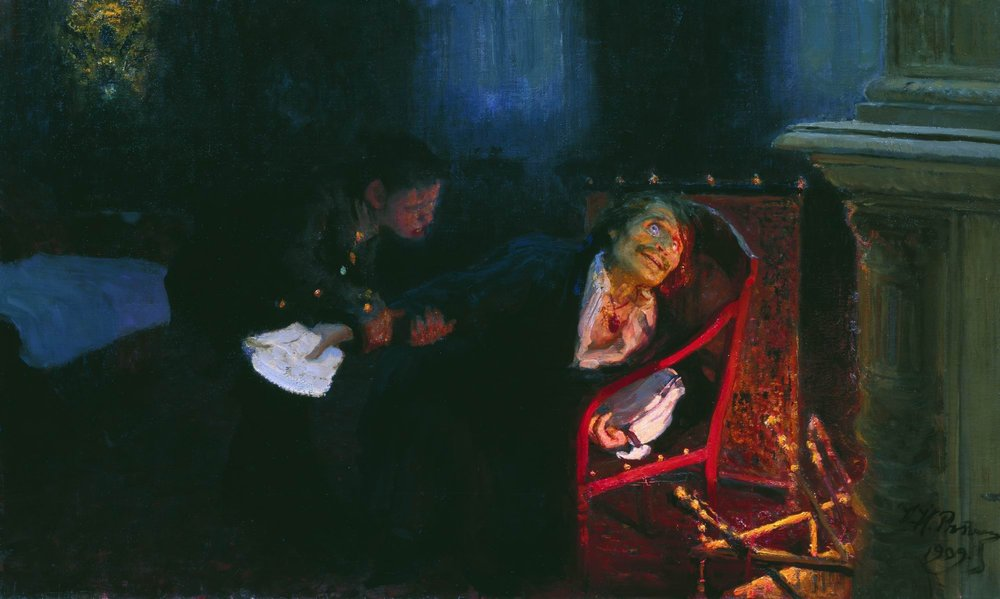
Gogol elégeti a Holt lelkek második kötetének kéziratát. Ilja Repin festménye

Először anyjához, Vasziljevkában lévő birtokukra érkezett, ott töltötte a nyarat. Utána ismerőseit, barátait kereste fel, a fővárosba, majd Moszkvába látogatott, hosszabb időt töltött Odesszában. Végül 1851 nyarán Moszkvában telepedett le, Alekszandr Petrovics Tolsztoj gróf házának két szobájában lakott, ez volt utolsó otthona. Továbbra is dolgozott a Holt lelkek folytatásán, de állandóan kételyek gyötörték, a munkával alig haladt. Lelki támasza, a szigorú Matvej atya egyre jobban uralta, az irodalmi tevékenység teljes feladását kívánta tőle; Gogol lelki válsága, belső meghasonlása egyre erősödött.
1852 egyik téli éjszakáján ismét elégette készülő, vagy talán csaknem kész regénye kéziratait. A koplaló, aszkézist vállaló író tíz nappal később szinte orvosai kezei között hunyt el, akik félrekezelték, illetve feltehetően nem ismerték fel betegségének lelki természetét.

## Írói pályája
Az 1830-as években a romantikát az orosz irodalomban is fokozatosan felváltotta a realista ábrázolásmód. Lassanként előtérbe került a próza a verses műfajok helyett, az életszerű helyzetek és alakok ábrázolása a rendkívülire növesztett hősök, vad szenvedélyek helyett. Ez az átmenet vagy kettősség Puskin és Gogol írásművészetében egyaránt megfigyelhető.
Gogol első, nyomtatásban megjelent műve, a Hans Küchelgarten még versekben írt, romantikus elbeszélő költemény volt. Ennek nyilvánvaló kudarca után versekkel többé már nem próbálkozott.
Első novellagyűjteménye, az Esték egy gyikanykai tanyán szintén a romantika jegyében, de reális talajon, az ukrán népéletben és folklórban fogant. A falusi méhész által esténként előadott, hol idilli, hol fantasztikus, néha egyenesen hátborzongató történetek jóízű anekdotázással, mulatságos históriákkal keverednek. Különös és naiv, az irodalomban korábban ismeretlen világ tárul fel az olvasó előtt, melyben egyszerre van jelen a valóságos és a fantasztikum. A mesék seprűnyélen lovagló boszorkánya vagy az ördög hátán Pétervárra repülő Vakula kovács (Karácsony éjszakája) jól megfér egymás mellett az ukrán falu nagyon is reális alakjaival és zsánerképeivel. Töretlen mesélőkedv jellemzi ezeket a novellákat, ahol a népélet színes, érzékletes leírásai váltakoznak a köznapias beszéd fordulataival, vagy a legharsányabb humor az író patetikusan szárnyaló gondolataival.
Valóságábrázolás tekintetében a Mirgorod című kötet négy kisregénye átmenetnek tekinthető az író művészi fejlődésében. A helyszín továbbra is az ukrajnai vidék. Két kisregényben Gogol nevetve, de megértő nosztalgiával tekint vissza a „régimódi földesurak” világára, ahonnan származott, és amelyet végleg maga mögött hagyott. A Vij című elbeszélés filozófus alakjában pedig, akit ismeretlen, végzetes erő pusztít el, már felsejlik az író magánéletének tragédiája. Ez az írásmű Szerb Antal szerint „a világirodalom egyik leghatásosabb kísértetnovellája”
A Tarasz Bulba fordulatos cselekménye a 16-17. században, a lengyelek elleni háború idején játszódik. A legendás kozák atamán történetében a romantikus történelmi regények ismert jelenetei: hősi tettek és árulások, féktelen indulatok és nagy leszámolások elevenednek meg. Mégsem annyira regény, mint inkább a hősi énekek stílusában, bár prózában írt eposzi hatású mű; vágyakozás a nyomasztó jelenből egy letűnt, hősi világ után. Tarasz Bulba a (katolikus) lengyelek elleni harcában végül az ortodox hit védelmezőjévé magasztosul, ám máglyahalála „az ősi és tiszta, bár naiv lét széthullásának, fájdalmas pusztulásának jelképe is.”

### Pétervári elbeszélések

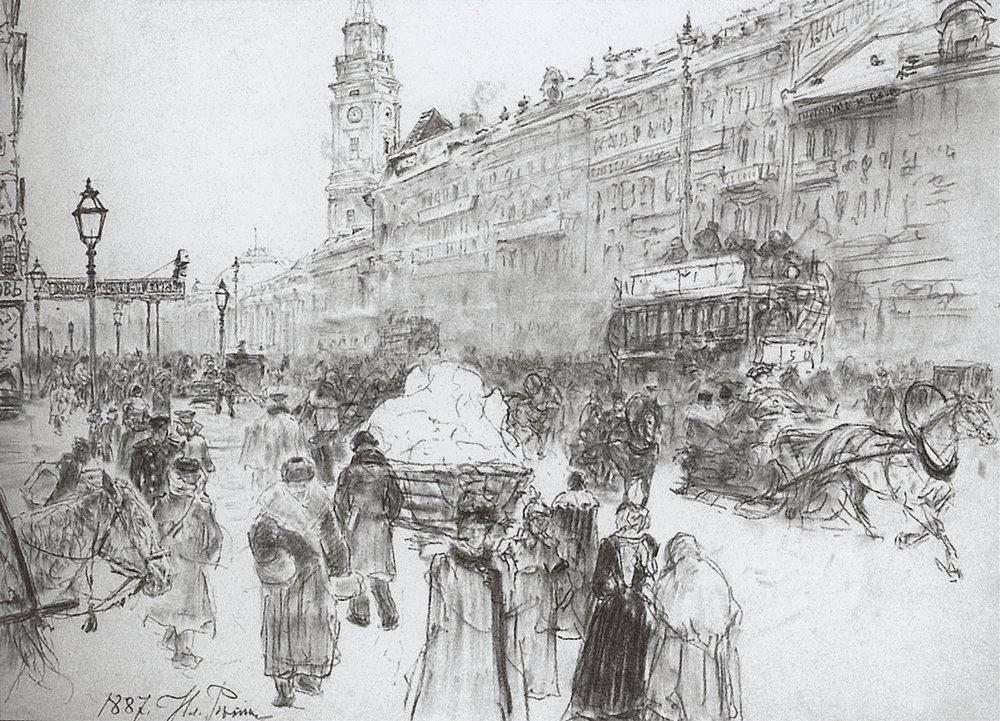
A Nyevszkij proszpekt. Repin rajza, 1882

A pétervári témájú elbeszélések közé többnyire öt írást szoktak sorolni. Közülük három (A Nyevszkij proszpekt, Az arckép, Egy őrült naplója) első ízben az Arabeszkek kötetben (1835), Az orr egy évvel később, A köpönyeg pedig 1842-ben jelent meg. Az író halálát követően ezeket önálló könyvben többször is kiadták.
Közös jellemzőjük: a korábbiakhoz képest új tematika, a fővárosi élet és benne a kisember ábrázolása; valamint a kiábrándultság, aminek jele az elbeszélésekben az író derűs humorát egyre inkább felváltó gúnyos nevetés. Gogol teremtette meg a csinovnyik (a kishivatalnok) szánalmasan kisszerűnek ábrázolt típusát az orosz irodalomban. Kisember-hőseinek szolgalelkűségét gunyoros hangon, kiszolgáltatottságát azonban részvéttel ábrázolja.
A Nyevszkij proszpekt a fővárosi sugárút életének illúziókat romboló, leleplező gúnyrajza. Utolsó bekezdésében a szerző így összegzi véleményét: „Ó, ne higgyetek ennek a Nyevszkij Proszpektnek!… Minden csak csalás, minden csak ábránd, semmi sem az, aminek látszik.” A nagyváros „bűnösségének” motívuma Gogol későbbi, külföldön írt leveleiben többször visszatér.
A ciklus legismertebb elbeszélése A köpönyeg. Központi alakja nem romantikus hős, hanem jelentéktelen kisember, Akakij Akakijevics Basmacskin idősödő kishivatalnok, iratmásoló. Hiába igyekszik, hogy nehezen megtakarított pénzén csináltatott és még aznap elrabolt köpenyét „normális” úton visszaszerezze; próbálkozását a kapitánynál közöny, a tábornoknál durva megaláztatás fogadja, végül kudarcába belehal. Az író minden módon hangsúlyozza Basmacskin gyámoltalanságát, jelentéktelenségét, „aki annyira senki, hogy az már magában is tragikus.” Ugyanakkor kiszolgáltatottságát megértő részvéttel ábrázolja, sőt a befejezésben a köpeny kísértetként való visszalopásával mintegy igazságot szolgáltat neki, a tábornok pedig elnyeri büntetését, mint a mesében. Az író moralizáló hajlamának megfelelően ez a befejezés nevelő célzatú példabeszédként is hat. Hegedűs Géza szerint azonban: „Aligha van jobb példa arról, hogy a mesébe forduló téma hogyan szolgálhatja a társadalmi valóság kritikus ábrázolását.”

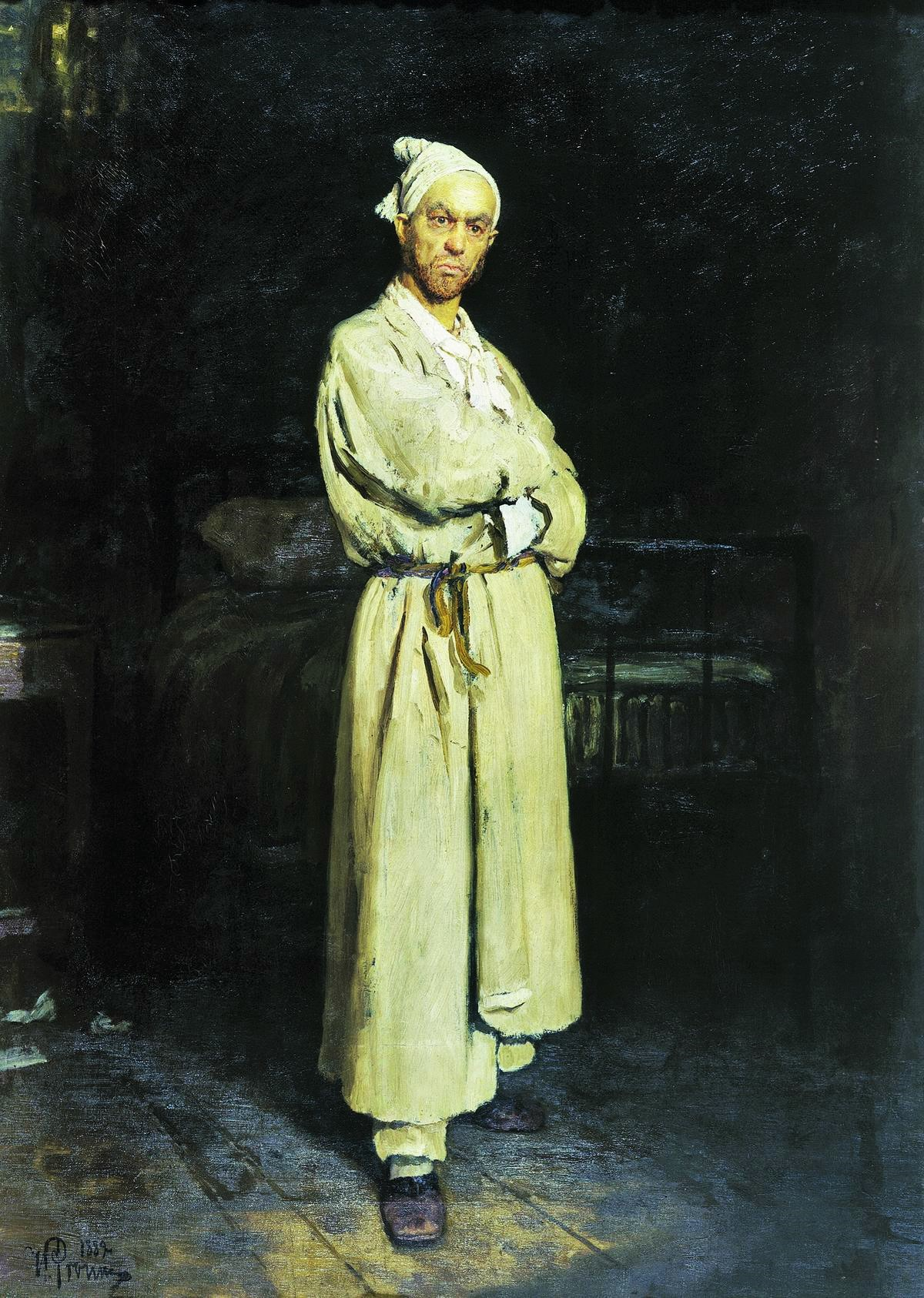
Popriscsin, Egy őrült naplója. Repin festménye

Gogol vonzódása a fantasztikum iránt a pétervári elbeszélésekben is változatlan, ám a fantasztikus elemek szerepe a korábbi novellákhoz képest megváltozott: a valóság minél árnyaltabb bemutatását szolgálják. Az orr elejétől kezdve teljesen abszurd történet. Hőse, Kovaljov is érdektelenségbe ütközik, amikor megkísérli, hogy arcáról eltűnt és önálló életre kelt orrát, „amit a fantasztikus világban elvesztett, a valóságban visszaszerezze.” A helyzet abszurditását növeli, hogy irreális panaszát a hivatalos szervek teljesen „normálisként” kezelik. Az elbeszélés végén az orr ugyanolyan megmagyarázhatatlan, csodás módon, ahogy eltűnt, visszakerül gazdája arcára; a helyzet rendeződik, az élet visszatérhet normális kerékvágásába.
A köpönyegben éppen fordított a helyzet: az Akakij Akakijevics természetes halálával végződő, teljesen reális történet váratlanul átlendül az irrealitás világába és egy kísértethistóriával ér véget. Csakhogy az elbeszélésben minden látszólagos. „Gogol egy olyan világot épít fel a főhős köré, melyben minden lehetséges, nem érvényesek benne a valóság törvényei, látszat és valóság elvesztik jelentőségüket. (…) Ebben az értelmezésben a főhős haláláig tartó rész a fantasztikus, s a halált követő szellemjárás már a valóság világa…” A fantasztikus elem mindkét műben a szerző valóságról alkotott felfogását segíti érvényre juttatni.
Az Egy őrült naplója egy kishivatalnok tudathasadásos állapotának mesteri ábrázolása. Hőse, Popriscsin a „normális” világból kilépve a betegségbe, a téveszmék fantáziaszülte birodalmába menekül, ahol összekeveredik képzelt és való. Innen próbálja megérteni – az író pedig ebből a groteszk szemszögből láttatni – életének történéseit, ebben az irracionális világban próbál felemelkedni kisszerű létezéséből akár a spanyol királyi trónig. Mígnem a befejezésbe az ápolók személyében be nem tör a vaskos, kegyetlen valóság.

### A revizor
Prózai művein kívül Gogol néhány rövidebb lélegzetű színdarabja mellett egy ötfelvonásos színpadi művet is írt. Lényegében ő teremtette meg az orosz irodalomban a vígjáték műfaját. Drámai főműve, A revizor nemcsak az orosz-, hanem a világirodalom legismertebb komédiái közé tartozik.
A szatirikus vígjáték egy tévedésen alapul, a komikum forrása az így létrejött helyzetből adódik. A helyi előkelőségek egymás után járulnak a képzelt revizor elé, hogy az némi szívesség és készpénz árán takargatni valóik fölött szemet hunyjon. Közben feltárulnak a korabeli orosz kisváros visszásságai, megjelennek a helyi előkelőségek torz figurái, és az író gondoskodik róla, hogy az olvasó vagy néző felszabadultan kacagjon a jellemhibákon, az önteltség, a kivagyiság, a provinciális ostobaság képviselőin. Végül az ál-revizor természetesen lelepleződik, de a szerző az olvasón sem könyörül: ráébreszti, hogy egy kissé őróla is van szó.
Gogol nevetése itt már senkit és semmit nem kímél. Nincs egyetlen pozitív figurája sem, hacsak egy később megjelent munkájának megjegyzését nem vesszük figyelembe: „Igen, volt benne egy becsületes, nemes személy, aki elejétől végig szerepelt a darabban. Ez a szereplő – a nevetés. (…) Senki se kelt védelmére ennek a nevetésnek. Én komédiaíró vagyok, becsülettel szolgáltam a nevetést, így hát kötelességem védelmére kelni. A nevetés sokkal jelentősebb és mélyebb, mint gondolják...”

### Holt lelkek
A Holt lelkek szintén az ismert szituációra épül: egy kívülről jött személy miatt az állóvíz kissé felkavarodik, de más nem történik: a személy távozása után minden a régi. Akárcsak A revizorban, a történet itt is a fővárostól távoli, meg nem nevezett kormányzóságban játszódik; a cselekmény középpontjába állított alak itt is, ott is negatív figura: Pétervárról érkezett – kvázi vagy valódi – szélhámos, aki időben kereket old. A regény helyszíne kötött, a Holt lelkek főhőse, Csicsikov azonban sorra látogatja a földbirtokosokat udvarházaikban, hogy megvásárolja halott jobbágyaikat, a „holt lelkek”-et. Így az írónak sokkal tágabb tere nyílik az oroszországi vidéki élet bemutatására, provincializmusba süllyedt urainak szatirikus ábrázolására és arra is, hogy személyes mondanivalóját közvetlenül is kifejtse: az eseményeket reflexiókkal, szatirikus megjegyzésekkel kísérje vagy ellenkezőleg, emelkedett hangú lírai betétekkel szakítsa meg.
Ezt a művét Gogol egy trilógia első részének szánta. 1835 őszén otthon kezdte írni, külföldön folytatta és 1841-ben ott is fejezte be. A könyv 1842 májusában jelent meg. Teljes egészében csak ez az első rész készült el, illetve maradt fenn. A második részben a szerző az orosz valóság eszményített képét és pozitív hősöket igyekezett ábrázolni, meghasonlása és alkotói válsága azonban megakadályozta az elképzelés megvalósítását. A megírt részeket elégette, és csak néhány fejezet maradt fenn töredékesen. A harmadik rész egyáltalán nem készült el.

## Hatása az orosz irodalomban
Dosztojevszkijnek tulajdonítják a kijelentést: „Mi valamennyien Gogol Köpönyegéből bújtunk ki”. Nem tudni, Dosztojevszkij valóban mondott-e ilyet, de Gogol hatása az orosz irodalom nagy íróegyéniségeire nyilvánvaló. A városban szorongó kisember Gogollal kezdődött irodalmi ábrázolása Dosztojevszkij pályafutásának különösen az elején érezhető (Szegény emberek, A hasonmás). Alekszandr Osztrovszkij színdarabjai sokat köszönhetnek a gogoli komédiának, és Szaltikov-Scsedrin világa, vidéki földesurainak szatirikus rajza szintén Gogol hatását mutatja. A Holt lelkek el nem készült második részének földbirtokos-szereplője, Tyentyetnyikov Goncsarov Oblomovjában születik újjá. A kishivatalnok groteszk figurája a „hőse” Csehov több novellájának (legismertebb A csinovnyik halála).
A 20. században az orosz szimbolizmus képviselője, Andrej Belij is Gogolhoz nyúl vissza. Ilf és Petrov Tizenkét szék című regényének egyszerű anekdotára épülő kompozíciója a Holt lelkeket juttatja eszünkbe. „A legszervesebben azonban Bulgakov kapcsolódott Gogolhoz. (…) …színműveinek kettős, sőt hármas látószöge, az anekdoták, szerepcserék társadalmi körképpé emelése, a művész sajátos helyzetéről és végzetéről való töprengései egyaránt a gogoli eredmények alkotó elsajátítására utalnak. És végül valóban megírta a XX. századi Holt lelkeket, hiszen A Mester és Margarita lépten-nyomon Gogol remekére utal.”

## Ismertebb művei
Prózai művek
- Esték egy gyikanykai tanyán (novellagyűjtemény; benne többek között:)

- - A szorocsinci vásár
  - Szent Iván-éj
  - Májusi éjszaka
  - Az elveszett levél
  - Szörnyű bosszú
  - Karácsony éjszakája
- Arabeszkek (elbeszélések, cikkek, tanulmányok vegyesen; köztük:)
  - A Nyevszkij proszpekt
  - Az arckép
  - Az őrült naplója
- Mirgorod (kisregények)
  - Régimódi földesurak
  - Hogyan veszett össze Ivan Ivanovics Ivan Nyikiforoviccsal?
  - Vij
  - Tarasz Bulba
- Az orr (1836)
- A köpönyeg (1842)
- Válogatott helyek barátaimmal folytatott levelezésemből (levelek, tanulmányok)
- Holt lelkek (1842)

Színpadi művek
- A revizor (1836)
- Háztűznéző (kétfelvonásos)
- Kártyások (egyfelvonásos)

## Magyarul

### 1919-ig
- Gogol Miklós: Meghalt lelkek. Satyrikus korrajz; ford. György Aladár; Athenaeum, Bp., 1874
- Gogol Miklós: Beszélyek az orosz életből. 1. Köpönyeg. 2. Egy kép a régi jó időből; ford. Arany János; Franklin, Bp., 1875 (Olcsó könyvtár)
- Gógoly Vaszilyevics Miklós: A revisor. Vígjáték / A revisorról. Levéltöredék / A revisor megoldása. Utójáték; ford. s Gógoly életrajzával bevezette Szentkirályi Albert; Kisfaludy-Társaság, Bp., 1875
- Gogoly Miklós: Bulyba Tárász. Beszély; ford. Almási László; Franklin, Bp., 1878 (Olcsó könyvtár)
- Gogoly: Holt lelkek; ford. Szabó Endre; Révai, Bp., 1905 (Klasszikus regénytár)

### 1920–1944
- Bulyba Tárász; ford. Bene Béla; Bécsi Magyar Kiadó, Wien, 1920 (Regényfüzér)
- Nikoláj Gogolyː Régimódi földesurak / Vij / Ivanovics Iván és Nikoforovics Iván; ford. Kiss Dezső; Franklin, Bp., 1920 k.; (Külföldi regényírók)
- Gogoly Miklós: A revizor. Vígjáték; magyar színpadra alkalmazta Hevesi Sándor; Lampel, Bp., 1921 (Fővárosi színházak műsora)
- Egy őrült emlékiratai; ford. Barta Sándor, ill. és a szöveget kőre írta Boris László; Fischer., Wien, 1922 [szabadlapos album]; hasonmás kiad.: Képzőművészeti Alap, Bp., 1969
  - (Az őrült naplója címen is)
- N. V. Gogoly: Májusi éj, vagy A vízbefúlt leány / Vásár Szorocsinban; ford. Trócsányi Zoltán; Táltos, Bp., 1923 (Táltos könyvek)
- Gogoly: Régi, jó földesurak; ford. Peterdi István; Gabos, Bp., 1924 (Orosz föld)
- Nikoláj Gogoly: Tanyai esték; ford. Kiss Dezső, bev. Migray József; Népszava, Bp., 1925
- Bulyba Tárász. Regény; ford. Trócsányi Zoltán; Dante, Bp., 1925 (Halhatatlan könyvek)
- Nikoláj Vaszilyevics Gogoly: A szellemkirály. Regény; Tolnai, Bp., 1926 (Tolnai regénytára)
- Nikoláj Vaszilyevics Gogoly: Egy kabát története. Regény; ford. Róna István; Tolnai, Bp., 1926 (Tolnai regénytára)
- Nikoláj Gogoly: Mirgorod; ford. Kiss Dezső; Franklin, Bp., 1926 (Külföldi regényírók)
- Nikolaj Gogoly: Bulyba Tárász; ford. Kiss Dezső; Franklin, Bp., 1927 k. (Külföldi regényírók)
- Gogoly Miklós: A revizor. Vígjáték; ford. Hevesi Sándor / Vadnai László–Faragó Sándor: Bombaüzlet. Melléklet a Színházi Élethez; Színházi Élet, Bp., 1931
- A legvitézebb kozákkapitány, Tárász Bulyba rendkívüli élete; Gogoly regényéből az ifjúság számára átdolg. Szalacsy Károly, ill. Roxi; Rekord, Bp., 1938
- Gogoly Nyikoláj: Az orr; Hungária Ny., Bp., 1943 (Kitűnő regénytár)
- Régi, jó földesurak. Kisregény; Globus Ny., Bp., 1943 (Vasárnapi regénytár)
- Ó, régi szép idők; Aurora, Bp., 1943
- Nikolaj Gogoly: A köpeny; Napsugár, Bp., 1943 (Napsugár könyvek)
- Gogol Nikoláj: Az ellopott köpeny; Csongor, Bp., 1943
- Vasziljevics Gogol: A köpönyegrabló kísértet; Király E., Bp., 1944 (Király regény)
- Gogolj Nikoláj: Bolondos történet; Siményi, Bp., 1944

### 1945–1989
- Gogolj: Leánynéző; ford. Honti Rezső; Magyar-Szovjet Művelődési Társaság, Bp., 1945 (Szovjet színpad)
- Gogolj: Három novella / Az orr / A kabát / A két szomszéd Iván; ford. Dévényi Miklós; Officina, Bp., 1947 (Officina könyvtár)
- A mirgorodi per; ford. Honti Rezső; Hungária, Bp., 1948 (Forintos regény)
- Gogolj: Az arckép; ford. Makai Imre; Szikra, Bp., 1948
- Az arckép. Elbeszélések; ford. Makai Imre; Szikra, Bp., 1948
- Gogolj: Leánynéző. Egészen valószínűtlen história; Híd, Noviszád, 1949 (Színpadunk)
- Gogoly: Revizor. Vígjáték; Testvériség-Egység, Noviszád, 1950 (Színpadunk)
- Gogoly: A köpenyeg / Régimódi földesurak; ford. Makai Imre, ill. Zádor István; Új Magyar Könyvkiadó, Bp., 1951
- Holt lelkek; ford. Devecseriné Guthi Erzsébet, tan. P. D. Krajevszkij; Új Magyar Könyvkiadó, Bp., 1952
- Tarasz Bulba; ford. Áprily Lajos, ill. E. Kibrika; Új Magyar Könyvkiadó, Bp., 1952
- Műsoranyag színjátszó csoportok számára. Victor Hugo, Nikolaj Gogoly; Országos Béketanács–Népművészeti Intézet, Bp., 1952 (szemelvények)
- N. V. Gogoly: Ivan Ivanovics és Ivan Nyikiforovics összeveszésének története; ford. Kolumbán Mózes, Kós Károly; Az Orosz Könyv, Cluj, 1954 (Orosz klasszikusok)
- Az orr. Elbeszélések; ford. Makai Imre; Új Magyar Kiadó, Bp., 1955 (Olcsó könyvtár)
- Leánynéző. Vígjáték; ford. Honti Rezső, utószó Heller Ágnes; Új Magyar Kiadó, Bp., 1956 (Világirodalmi kiskönyvtár)
- A revizor. Vígjáték; ford. Mészöly Dezső, Mészöly Pál, utószó Heller Ágnes; Új Magyar Kiadó, Bp., 1956 (Világirodalmi kiskönyvtár)
- Kisregények és elbeszélések; ford. Áprily Lajos et al., utószó Koczogh Ákos; Európa, Bp., 1957 (Orosz remekírók)
- A szorocsinci vásár. Elbeszélések; ford. Institoris Irén; Az Orosz Könyv, Bukarest, 1958 (Kincses könyvtár)
- A hintó / Az őrült naplója / Régimódi földesurak. Elbeszélések; ford. Makai Imre, ill. Szántó Piroska; Európa, Bp., 1960
- Gogol művei / Holt lelkek. Színművek. Elbeszélések; ford. Áprily Lajos et al., jegyz. Konrád György; Helikon, Bp., 1962 (Helikon klasszikusok)
- Egy őrült naplója; Gogol nyomán írta Sylvie Luneau, Roger Coggio, ford., átdolg. Czímer József; NPI, Bp., 1973 (Szkénetéka)
- A köpönyeg. Beszély az orosz életből, Gogol Miklós után; ford. Arany János, sajtó alá rend., utószó Keresztury Dezső, ill. Somogyi Győző; Magyar Helikon, Bp., 1976
- Attikai sóval-borssal. Két klasszikus komédia / Arisztophanész: Lüszisztraté; ford. Devecseri Gábor, színpadra alkalmazta, utószó Bicskei Gábor / Gogol: Az orr. Groteszk játék; ford. Balogh Géza, rendezői utasítások Juraj Bindzár; NPI, Bp., 1978 (Színjátszók kiskönyvtára)
- Holt lelkek. Szakonyi Károly komédiája Ny. V. Gogol regényéből; Devecseriné Guthi Erzsébet ford. alapján; Magvető, Bp., 1979
- Magatokon röhögtök! / A revizor. A közönség szétoszlása. Kimaradt jelenetek. Levelek. A revizor megoldása; ford. Bárány György et al., összeáll., szerk., utószó, jegyz. Bakcsi György; Helikon, Bp., 1984
- Az őrült naplója. Pétervári elbeszélések; ford. Görög Imre, Makai Imre, ill. Vagyim Brodszkij; Európa, Bp., 1984
  - (Egy őrült emlékiratai címen is)

### 1990–
- Elmélkedések az isteni liturgiáról; ford. Korzenszky Richárd; Bencés, Pannonhalma, 1993
- Válogatás barátaimmal folytatott levelezésemből; ford. Gasparics Gyula, Kovács Erzsébet, utószó, jegyz. Bakcsi György; Európa, Bp., 1996 (Mérleg)
- Az orr; újrameséli Andrea Camilleri, ill. Maja Celija; Kolibri, Bp., 2014 (Meséld újra!)

## Gogol művei elektronikus könyvtárakban

### Magyar nyelven
- Egy őrült naplója (fordította: Czimer József)
- A köpönyeg
- Holt lelkek
- A revizor

### Orosz nyelven

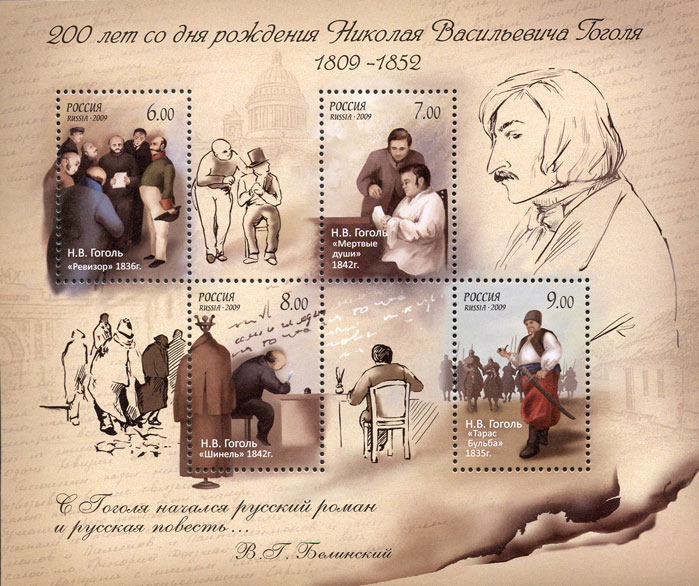
Orosz bélyegen Gogol négy művét illusztrálják (2009)

- Собрание сочинений (Összes művei); Moskov könyvtára
(Benne többek között:)
  - Шинель (A köpönyeg)
  - Ревизор (A revizor)
  - Мертвые души. Том первый. (Holt lelkek, I. kötet)
- Gogol művei A. Komarov könyvtára